# Ilha da Pólvora
A Ilha da Pólvora, também conhecida pelos conterrâneos ao longo das décadas como Ilha dos leprosos, Ilha do Medo e Ilha do Diabo, é uma das ilhas que compõem o arquipélago de Vitória, localizada no estado do Espírito Santo.

## Historia
A Ilha abrigou o Hospital de Isolamento da Ilha da Pólvora, fundado em 1925 no Governo de Florentino Ávidos e anos mais tarde, renomeado como Hospital Osvaldo Monteiro, em homenagem a seu primeiro administrador. O hospital funcionou até a década de 90 quando foi desativado pelo governador Albuíno Cunha de Azeredo. 
Construído para tratar hanseníase e tuberculose, mortal na época, teve diversas mortes no local.
Atualmente, a ilha é amplamente usada para a prática de Airsoft, sendo um dos principais campos do esporte no Espírito Santo.

## Lendas
Por ser uma ilha abandonada, muitos dizem ouvir barulhos estranhos e vozes. Existem relatos de fantasmas serem avistados no local, além de que o local ainda possui pinturas e desenhos estranhos nas paredes.

## Referencias
http://www.gazetaonline.com.br/_conteudo/2013/09/noticias/cidades/1459626-desvendando-os-misterios-de-vitoria-o-hospital-da-ilha-da-polvora.html
http://legado.vitoria.es.gov.br/tourvirtual/cais_das_barcas.html